# Rotana Jet
Rotana Jet (Arabisch: روتانا جت) is een luchtvaartmaatschappij met haar hoofdkwartier op Al-Bateen Airport, de oude luchthaven van Abu Dhabi, de hoofdstad van de Verenigde Arabische Emiraten. 
In het begin was er het plan om alleen zakelijke chartervluchten uit te voeren. Rotana begon in juni 2012 met een lijndienst naar Sir Bani Yas. Op 6 april 2014 maakte de maatschappij plannen bekend om naar Colombo en Mattala (beide gelegen in Sri Lanka) te gaan vliegen.

## Vloot
De vloot bestond eind augustus 2017 uit de volgende vliegtuigen:
| vliegtuig       | totaal | orders | passagiers |
| --------------- | ------ | ------ | ---------- |
| Gulfstream G450 | 1      | 0      | 14         |
| Airbus A319 CJ  | 1      | 0      | 50         |
| Embraer ERJ 145 | 2      | 0      | 50         |
| totaal          | 4      | 0      |            |

Afriqiyah Airways · Air Algérie · Air Arabia · Air Cairo · Air Djibouti · Badr Airlines · EgyptAir · Emirates · Etihad Airways · flyadeal · flyEgypt · flynas · Gulf Air · Iraqi Airways · Jordan Aviation · Kuwait Airways · Libyan Airlines · Mauritania Airlines ·Middle East Airlines · Nesma Airlines · Nile Air · Nouvelair · Oman Air · Qatar Airways · Riyadh Air · Royal Air Maroc · Royal Jordanian · Saudia · Sudan Airways · Syrian Air · Tarco Aviation · Tassili Airlines · Tunisair · Yemenia